# Saison 6 de Friends
Chronologie
Saison 5 Saison 7
Cet article présente les épisodes de la sixième saison de la série télévisée américaine Friends.

## Intrigue
Finalement, Chandler et Monica ne se sont pas mariés. Ross et Rachel le sont sans le vouloir et sans le savoir. Ils l'apprennent au matin de leur « nuit de noces » par leurs amis.
Chandler et Monica pensent qu'il est trop tôt pour se marier, mais ils décident de s'installer ensemble chez Monica.
Ross doit annuler son mariage avec Rachel, seulement il ne le fait pas et ment à Rachel. Phoebe pense qu'il l'aime toujours. Rachel devait venir habiter chez Ross mais lorsqu'elle apprend le mensonge qu'il lui a fait, elle change d'avis et décide de s'installer chez Phoebe. Devant le juge pour l'annulation du mariage, elle accuse Ross de tous les maux mais le juge n'est pas dupe : il refuse d'annuler le mariage, Ross et Rachel doivent divorcer. C'est le troisième divorce de Ross.
Rachel quitte donc l'appartement de Monica pour celui de Phoebe. Chandler emménage avec Monica et laisse donc Joey tout seul dans son appartement. Ce dernier a du mal à payer les factures et prend une colocataire : Janine. C'est une danseuse très sexy et il tombe amoureux d'elle. Cependant, elle ne semble pas ressentir d'attirance pour lui. Ils ont finalement une aventure qui se termine lorsque Joey se rend compte que Janine n'apprécie pas Monica et Chandler.
Grâce à la pression de Rachel sur Gunther, Joey travaille comme serveur au Central Perk. Ross est attiré par la sœur de Rachel, Jill, mais renonce à une relation avec elle pour ne pas détruire à jamais la possibilité d'une nouvelle liaison avec Rachel.
Deux épisodes sont consacrés à ce qui aurait pu se passer si la vie des Friends avait été différente :
- Si Ross était resté marié avec Carol ;
- Si Monica était restée grosse ;
- Si Rachel avait épousé Barry ;
- Si Chandler vivait de l'écriture de ses histoires et blagues ;
- Si Joey était resté dans Day of our lives ;
- Si Phoebe était devenue une femme d'affaires.

On apprend que Monica, toujours vierge, finit par avoir une relation avec Chandler. Ce dernier est obligé de devenir l'assistant de Joey pour survivre. Rachel est une fan de Joey et manque d'avoir une relation avec lui malgré son mariage. Elle apprend par la suite que son mari la trompe (avec Mindy).
Ross essaie de sauver son mariage mais découvre l'homosexualité de sa femme, lorsqu'ils tentent une relation à trois avec Susan (Ross, contrairement à ce qu'il avait espéré, n'est que spectateur). Phoebe fait un infarctus avant de se faire virer pour avoir fait perdre trop d'argent à sa société.
On retourne dans la vie réelle où Ross tombe amoureux d'une de ses étudiantes, Elizabeth, et entame une relation avec elle. L'appartement de Phoebe brûle dans un incendie, ce qui oblige les deux filles à déménager : Phoebe s'installe chez Monica et Rachel chez Joey. Ross rencontre le père d'Elizabeth, Paul, avec qui il ne s'entend pas. Cependant, Rachel n'est pas du même avis et sort avec Paul. Les deux relations ne durent pas : à la suite d'une soirée, Rachel trouve Paul trop pleurnicheur ; quant à Ross, il se rend compte en voyant Elizabeth s'amuser avec des amis qu'elle est trop jeune pour lui et la quitte.
Chandler apprend que Monica a réservé le Morgan Chase Museum pour leur mariage. Il lui fait une scène mais décide en fait de lui faire sa demande. Cependant, alors qu'il s'apprête à la faire, ils rencontrent Richard, l'ex-grand amour de Monica, au restaurant. Pour éviter que Monica ne se doute de quelque chose, il feint d'être dégoûté du mariage. Mais Monica le prend trop au sérieux et commence à se sentir à nouveau attirée par Richard qui lui avoue qu'il l'aime toujours. Elle finit par apprendre les réelles intentions de Chandler, et le surprend en le demandant elle-même en mariage, ce qu'il accepte.

## Distribution

### Acteurs principaux
- Jennifer Aniston : Rachel Green
- Courteney Cox : Monica Geller
- Lisa Kudrow : Phoebe Buffay
- Matt LeBlanc : Joey Tribbiani
- Matthew Perry : Chandler Bing
- David Schwimmer : Ross Geller

### Acteurs récurrents
- Elliott Gould : Jack Geller
- Christina Pickles : Judy Geller
- Jane Sibbett : Carol Willick
- Jessica Hecht : Susan Bunch
- James Michael Tyler : Gunther

### Invités
- Ron Glass : Avocat de Ross (épisode 2, 4)
- Elle Macpherson : Janine (épisode 7, 8, 9, 10, 11)
- Reese Witherspoon : Jill Green (épisode 13, 14)
- Pat Finn : Dr Roger (épisode 15, 16)
- Paul Gleason : Jack (épisode 16)
- Bruce Willis (VF : Patrick Poivey) : Paul Stevens (épisode 21, 22, 23)
- Alexandra Holden - Elizabeth Stevens (épisode 18, 19, 21, 22, 24)
- Tom Selleck : Richard Burke (épisode 24, 25)

## Épisodes

### Épisode 1:Ceux qui revenaient de Las Vegas
- États-Unis : 23 septembre 1999
- France : 23 janvier 2000 sur Canal Jimmy, puis le 10 janvier 2001 sur France 2

- États-Unis : 27,7 millions de téléspectateurs[1] (première diffusion)

### Épisode 2:Celui qui console Rachel
- États-Unis : 30 septembre 1999
- France : 30 janvier 2000 sur Canal Jimmy, puis le 17 janvier 2001 sur France 2

- États-Unis : 22,9 millions de téléspectateurs[1] (première diffusion)

- Ron Glass (Russell)
- Alex Kapp Horner (Stephanie)
- Tembi Locke (Karin)
- Janelle Paradee (Meg)

### Épisode 3:Celui qui était de mauvaise foi
- États-Unis : 7 octobre 1999
- France : 6 février 2000 sur Canal Jimmy, puis le 24 janvier 2001 sur France 2

- États-Unis : 21,6 millions de téléspectateurs[1] (première diffusion)

### Épisode 4:Celui qui perdait sa belle assurance
- États-Unis : 14 octobre 1999
- France : 13 février 2000 sur Canal Jimmy, puis le 31 janvier 2001 sur France 2

- États-Unis : 21,1 millions de téléspectateurs[1] (première diffusion)

- Ron Glass (Russell)
- June Gable (Estelle Leonard)

### Épisode 5:Celui qui avait une belle bagnole
- États-Unis : 21 octobre 1999
- France : 20 février 2000 sur Canal Jimmy, puis le 7 février 2001 sur France 2

- États-Unis : 22,4 millions de téléspectateurs[1] (première diffusion)

Conchata Ferrell (La Juge)

### Épisode 6:Ceux qui passaient leur dernière nuit
- États-Unis : 4 novembre 1999
- France : 27 février 2000 sur Canal Jimmy, puis le 14 février 2001 sur France 2

- États-Unis : 23,6 millions de téléspectateurs[1] (première diffusion)

### Épisode 7:Celui qui avait une jolie colocataire
- États-Unis : 11 novembre 1999
- France : 5 mars 2000 sur Canal Jimmy, puis le 21 février 2001 sur France 2

- États-Unis : 22,7 millions de téléspectateurs[1] (première diffusion)

Elle Macpherson (Janine Lecroix)

### Épisode 8:Celui qui avait les dents blanches
- États-Unis : 18 novembre 1999
- France : 12 mars 2000 sur Canal Jimmy, puis le 28 février 2001 sur France 2

- États-Unis : 22,1 millions de téléspectateurs[1] (première diffusion)

- Elle Macpherson (Janine Lecroix)
- Missi Pyle (Hillary)
- Joanna Gleason (Kim)
- Ralph Lauren (Lui-même)

### Épisode 9:Celui qui s'était drogué
- États-Unis : 25 novembre 1999
- France : 19 mars 2000 sur Canal Jimmy, puis le 7 mars 2001 sur France 2

- États-Unis : 19,2 millions de téléspectateurs[1] (première diffusion)

- Elle Macpherson (Janine Lecroix)
- Elliott Gould (Jack Geller)
- Christina Pickles (Judy Geller)

### Épisode 10:Celui qui souhaitait la Bonne Année
- États-Unis : 16 décembre 1999
- France : 26 mars 2000 sur Canal Jimmy, puis le 14 mars 2001 sur France 2

- États-Unis : 22,4 millions de téléspectateurs[1] (première diffusion)

Elle Macpherson (Janine Lecroix)

### Épisode 11:Celui qui avait le derrière entre deux chaises
- États-Unis : 6 janvier 2000
- France : 2 avril 2000 sur Canal Jimmy, puis le 21 mars 2001 sur France 2

- États-Unis : 22,3 millions de téléspectateurs[1] (première diffusion)

Elle Macpherson (Janine Lecroix)

### Épisode 12:Celui qui inventait des histoires
- États-Unis : 13 janvier 2000
- France : 9 avril 2000 sur Canal Jimmy, puis le 28 mars 2001 sur France 2

- États-Unis : 22,3 millions de téléspectateurs[1] (première diffusion)

Alex Boling (The Latte Guy - scenes deleted)

### Épisode 13:Celui qui sortait avec la sœur
- États-Unis : 3 février 2000
- France : 16 avril 2000 sur Canal Jimmy, puis le 4 avril 2001 sur France 2

- États-Unis : 24,1 millions de téléspectateurs[1] (première diffusion)

- Reese Witherspoon (Jill Green)
- Susan Yeagley (Femme #1)
- Cheryl Hines (Femme #2)
- Jeff Brooks (Le mécène masculin)
- Alexis Arquette (Le consommateur)

### Épisode 14:Celui qui ne pouvait pas pleurer
- États-Unis : 10 février 2000
- France : 23 avril 2000 sur Canal Jimmy, puis le 11 avril 2001 sur France 2

- États-Unis : 23,8 millions de téléspectateurs[1] (première diffusion)

- Reese Witherspoon (Jill Green)
- Larry Joe Campbell (The Fan)

### Épisode 15:Ce qui aurait pu se passer [1/2]
- États-Unis : 17 février 2000
- France : 30 avril 2000 sur Canal Jimmy, puis le 18 avril 2001 sur France 2

- États-Unis : 20,7 millions de téléspectateurs[1] (première diffusion)

- Kevin Spirtas (Dr. Wesley)
- Kristian Alfonso (Hope Brady)
- Jane Sibbett (Carol Willick)
- Cole Sprouse (Ben Geller)
- Paul Gleason (Jack)

### Épisode 16:Ce qui aurait pu se passer [2/2]
- États-Unis : 17 février 2000
- France : 7 mai 2000 sur Canal Jimmy, puis le 25 avril 2001 sur France 2

- États-Unis : 20,7 millions de téléspectateurs[1] (première diffusion)

- Jane Sibbett (Carol Willick)
- Jessica Hecht (Susan Bunch)
- Paul Gleason (Jack)

### Épisode 17:Celui qui avait l'Unagi
- États-Unis : 24 février 2000
- France : 14 mai 2000 sur Canal Jimmy, puis le 2 mai 2001 sur France 2

- États-Unis : 22,1 millions de téléspectateurs[1] (première diffusion)

- Louis Mandylor (Carl)
- Maggie Wheeler (Janice Litman - voix)

### Épisode 18:Celui qui sortait avec une étudiante
- États-Unis : 9 mars 2000
- France : 21 mai 2000  sur Canal Jimmy, puis le 9 mai 2001 sur France 2

- États-Unis : 20,5 millions de téléspectateurs[1] (première diffusion)

- David Warshofsky (pompier)
- Alexandra Holden (Elizabeth Stevens)

### Épisode 19:Celui qui avait des problèmes de frigo
- États-Unis : 23 mars 2000
- France : 28 mai 2000  sur Canal Jimmy, puis le 16 mai 2001 sur France 2

- États-Unis : 21,5 millions de téléspectateurs[1] (première diffusion)

- Alexandra Holden (Elizabeth Stevens)

### Épisode 20:Celui qui avait une audition
- États-Unis : 13 avril 2000
- France : 4 juin 2000  sur Canal Jimmy, puis le 23 mai 2001 sur France 2

- États-Unis : 18,8 millions de téléspectateurs[1] (première diffusion)

### Épisode 21:Celui qui rencontrait le père
- États-Unis : 27 avril 2000
- France : 11 juin 2000  sur Canal Jimmy, puis le 13 juin 2001 sur France 2

- États-Unis : 20,6 millions de téléspectateurs[1] (première diffusion)

- Bruce Willis (Paul Stevens)
- Alexandra Holden (Elizabeth Stevens)
- June Gable (Estelle Leonard)

### Épisode 22:Celui qui se la jouait grave
- États-Unis : 4 mai 2000
- France : 18 juin 2000 sur Canal Jimmy, puis le 20 juin 2001 sur France 2

- États-Unis : 20,0 millions de téléspectateurs[1] (première diffusion)

- Bruce Willis (Paul Stevens)
- Alexandra Holden (Elizabeth Stevens)
- Merrin Dungey (The Museum Official)

### Épisode 23:Celui qui achetait la bague
- États-Unis : 11 mai 2000
- France : 25 juin 2000 sur Canal Jimmy, puis le 27 juin 2001 sur France 2

- États-Unis : 20,9 millions de téléspectateurs[1] (première diffusion)

Bruce Willis (Paul Stevens)

### Épisode 24:Celui qui faisait sa demande [1/2]
- États-Unis : 18 mai 2000
- France : 2 juillet 2000 sur Canal Jimmy, puis le 4 juillet 2001 sur France 2

- États-Unis : 30,7 millions de téléspectateurs[1] (première diffusion)

- Tom Selleck (Richard Burke)
- Alexandra Holden (Elizabeth Stevens)

### Épisode 25:Celui qui faisait sa demande [2/2]
- États-Unis : 18 mai 2000
- France : 2 juillet 2000 sur Canal Jimmy, puis le 4 juillet 2001 sur France 2

- États-Unis : 30,7 millions de téléspectateurs[1] (première diffusion)

Tom Selleck (Richard Burke)